# Ben Gibson
Benjamin James „Ben” Gibson (ur. 15 stycznia 1993 w Nunthorpe) – angielski piłkarz występujący na pozycji obrońcy w Stoke City.